# Николай Желязков
 Тази статия е за волейболиста.  За футболиста вижте Николай Желязков (футболист).  
Николай Желязков е български волейболист, дългогодишен национален състезател. Играе на поста централен блокировач. Спортната си кариера започва в юношеските отбори на ЦСКА. Играл е в Италия, Бразилия и Гърция. До 2008 година е председател на управителния съвет на Локомотив София.
От лятото на 2009 г. е треньор на националния отбор за юноши младша възраст. Класират се на второ място на Европейското първенство през 2010 година. От септември 2010 г. до 2011 г. е старши треньор на Левски волей. През 2012 г. поема италианския отбор от серия А2 Кафе Аиело (Кориляно Калабро). В края на годината поема пловдивския Виктория Волей.  През лятото на 2013 г. подписва с руския Ярославич (Ярославъл).
От април 2013 г. до септември 2013 г. е национален треньор на Македония.  През пролетта на 2014 г. е национален треньор на българските младежи.
През 2014 – 2015 г. е треньор на бургаския Нефтохимик.
През 2015 г. е треньор на националната формация която участва в първите европейски олимпийски игри в Баку (Азербайджан), където отборът му достига до сребърно отличие.
През лятото на същата година преминава в гръцкия ПАОК (Солун).
През сезон 2017 – 2018 е треньор на румънския Аркада (Галац).
От началото на 2019 г. отново е назначен за треньор на бургаския Нефтохимик.
Член е на Управителния съвет на Българската федерация по волейбол.
Има 2 хобита – риболов и моделизъм.
Женен, с 2 деца – Жани (1992) и Паулина (1996). Синът му Жани също е състезател по волейбол, като член на националния отбор по волейбол е носител на сребърен медал от Европейските игри в Баку (2015).

## Постижения

### Клубни
- Шампион на България с отбора на ЦСКА – 3 пъти
- Носител на Купата на България с отбора на ЦСКА – 4 пъти
- Шампион на Гърция с отбора на Олимпиакос – 3 пъти
- Носител на Купата на Гърция (с отборите на Олимпиакос – Пирея, Ираклис – Солун, Никия – Пирея) – 4 пъти

### Индивидуални
- Най-добър нападател в шампионата на България – 3 пъти
- Най-добър нападател в шампионата на Гърция – 3 пъти
- Най-добър сервиз в шампионата на Гърция
- Най-добър блокировач в шампионата на Бразилия
- Най-добър блокировач в шампионата на Гърция – 3 пъти
- Най-добър блокировач на Олимпиадата в Атланта – 1996 г.
- Волейболист на годината в България за 1993 и 1996 г.
- През 2007 година Министърът на спорта на Гърция му връчва Купа за съществен принос за развитието на волейбола в Гърция

### Треньорски
- Сребърен медалист от Европейските олимпийски игри в Азербайджан през 2015 с Националния отбор;
- Шампион на България с Нефтохимик – Сезон 2018/2019